# 베서니 매틱샌즈
베서니 린 매틱샌즈(영어: Bethanie Lynn Mattek-Sands, 1985년 3월 23일~)는 미국의 테니스 선수이다.
2016년 하계 올림픽과 2021년 열린 2020년 하계 올림픽에 참여하였고, 2016년 하계 올림픽 테니스 혼합복식에서 잭 속과 팀을 이루어 금메달을 기록하였다.